# Neohebestola vitticollis
Neohebestola vitticollis är en skalbaggsart som först beskrevs av Blanchard 1851.  Neohebestola vitticollis ingår i släktet Neohebestola och familjen långhorningar. Inga underarter finns listade i Catalogue of Life.